# Mohammed Afroze
Mohammed Afroze, född 1975 i Mumbai i Indien, är en al-Qaida-medlem. 2005 åtalades han i Indien och dömdes till 7 års fängelse för att ha planerat att utföra en flygplansburen attack mot London, samtidigt som 11 september-attackerna.